# Mohamed Bazoum
Mohamed Bazoum (N'guigmi, 1º gennaio 1960) è un politico nigerino.

## Biografia
Ha ricoperto incarichi di governo nel paese come ministro degli affari esteri, della cooperazione e dell'integrazione africana dal 1995 al 1996 e dal 2011 al 2015 e come ministro dell'interno dal 2016 all'estate del 2020, quando si dimise per concorrere alle imminenti elezioni presidenziali. Dal 2011 è presidente del Partito Nigerino per la Democrazia e il Socialismo.
È stato eletto Presidente del Niger il 2 aprile 2021.
Bazoum risultò vincitore al secondo turno con il 55,67% dei voti battendo l'ex presidente Mahamane Ousmane.
Nel dicembre 2022 Mohamed Bazoum è stato nominato presidente dell'Unione economica e monetaria dell'Africa occidentale (UEMOA), durante il 23º vertice ordinario dei capi di Stato e di governo dell'organizzazione ad Abidjan.
Il 26 luglio 2023 è stato deposto da un colpo di Stato militare e arrestato.
Il 13 agosto 2023, il governo del Niger ha annunciato di voler "perseguire davanti alle competenti autorità nazionali e internazionali Mohamed Bazoum e i suoi complici locali e stranieri, per alto tradimento che mina la sicurezza interna ed esterna del Niger".
Il 30 novembre 2023, la famiglia di Mohamed Bazoum ha affermato di non essere più stata in contatto con lui dal 18 ottobre 2023 e ha denunciato "arresti e perquisizioni abusive" contro alcuni di loro.